# Акценат (музика)
Реч акцент (фр. и енгл. аccent) потиче из латинског језика и значи нагласак.
У музици акцент је појава која настаје када се неки тон или акорд одсвира гласније од осталих. Знак за акцент је сличан великом положеном латиничном слову в ( > ) и пише се изнад или испод нотне главе.
Акцент се примењује при фразирању, музицирању, извођаштву, интерпретацији, агогици, у синкопи и стиловима у музици.

## Врсте акцената
- Динамички - настаје када неки тон или акорд истакнемо гласније од осталих.
- Мелодијски - налази се на највишем и најдубљем тону музичке фразе.
- Метрички - налази се на првом тактовом делу, природан је и назива се теза.
- Агогички - настаје када једва осетно продужимо трајања неког тона.